# Algérie
Algérie (phát âm tiếng Pháp: [alʒeʀi]; tiếng Ả Rập: الجزائر, phát âm tiếng Ả Rập: [ɛlʤɛˈzɛːʔir], tiếng Berber (Tamazight): Lz̦ayer [ldzæjər]), quốc hiệu là Cộng hoà Dân chủ Nhân dân Algérie, là một quốc gia tại Bắc Phi, và là quốc gia lớn nhất tại châu Phi. Algérie giáp với Tunisia ở phía đông bắc, Libya ở phía đông, Niger ở phía đông nam, Mali và Mauritanie ở phía tây nam, và Maroc cũng như một vài kilômét lãnh thổ phụ thuộc, Tây Sahara, ở phía tây. Algérie là một quốc gia Hồi giáo, Ả Rập và Amazigh (Berber). Algiers là thủ đô và là thành phố lớn nhất của Algérie.

## Tên gọi
Tên gọi "Algérie" xuất phát từ tên thành phố Algiers, và chính thức từ al-jazā'ir trong tiếng Ả Rập, có nghĩa là "những hòn đảo", để chỉ bốn hòn đảo nằm ngoài khơi thành phố này trước khi chúng trở thành một phần lục địa năm 1525.
Sách tiếng Việt cuối thế kỷ 19 còn gọi quốc gia này bằng tên A Lợi Tư.

## Lịch sử
Algérie từng là nơi sinh sống của người Berber (hay Imazighen) từ ít nhất năm 10.000 TCN. Từ năm 1000 TCN trở về sau, người Carthage bắt đầu tạo lập ảnh hưởng tại đây, thành lập nên những khu định cư dọc bờ biển. Các vương quốc Berber bắt đầu xuất hiện, nổi tiếng nhất là Numidia, lợi dụng cơ hội sau Các cuộc chiến tranh Punic để trở thành độc lập với Carthage nhưng ngay sau đó lại bị Cộng hòa La Mã chiếm năm 200 TCN. Khi Đế chế Tây La Mã sụp đổ, người Berber một lần nữa giành lại độc lập trong khi người Vandal chiếm nhiều vùng khác cho tới khi bị các vị tướng của Hoàng đế Byzantine, Justinian I trục xuất khỏi nơi này. Sau đó, Đế chế Byzantine tạm thời kiểm soát được vùng phía đông đất nước cho tới khi người Ả Rập xuất hiện vào thế kỷ thứ VIII.
Sau một số thập kỷ kháng chiến dữ dội dưới sự lãnh đạo của Kusayla và Kahina, người Berbers chấp nhận Hồi giáo en masse (theo số đông), nhưng hầu như ngay lập tức trục xuất umayyad Caliphate ra khỏi Algérie, thành lập nên một nhà nước Ibadi của những người Rustamid. Sau khi đã cải đạo Kutama của người Kabylie sang đạo của mình nhà Fatima Shia lật đổ Rustamids, và chinh phục Ai Cập. Họ để lại Algérie và Tunisia cho những kẻ chư hầu Zirid; sau này người Zirid nổi loạn và theo dòng Hồi giáo Sunni, họ đồng hóa với một bộ lạc Ả Rập đông dân, bộ lạc Banu Hilal, để làm yếu bộ lạc đó, nhưng điều đó bất ngờ lại dẫn tới quá trình Ả Rập hoá vùng nông thôn. Almoravid và Almohad, các triều đại của người Berber từ phía tây do những người cải cách tôn giáo lập nên đã mang lại một giai đoạn khá ổn định và phát triển; tuy nhiên với sự sụp đổ của Almohads, Algérie trở thành một chiến trường cho ba quốc gia tiếp theo, Zayyanid của Algérie, Hafsid của Tunisia, và Marinid của Maroc. Trong thế kỷ mười lăm và mười sáu, Tây Ban Nha bắt đầu tấn công chiếm giữ nhiều thành phố ven biển, tìm cách lôi kéo sự hỗ trợ từ Đế chế Ottoman.
Algérie được gộp vào trong Đế chế Ottoman bởi Khair ad-Din và em trai ông là Aruj, người đã lập ra những biên giới hiện đại của Algérie ở phía bắc và biến bờ biển nước này thành cơ sở cho những tên cướp biển; cướp biển phát triển mạnh nhất tại trong những năm 1600. Việc cướp bóc các tàu buôn Hoa Kỳ trên Địa Trung Hải dẫn tới cuộc chiến Berber thứ nhất và thứ hai với Hoa Kỳ.

### Thuộc Pháp (1830–1962)

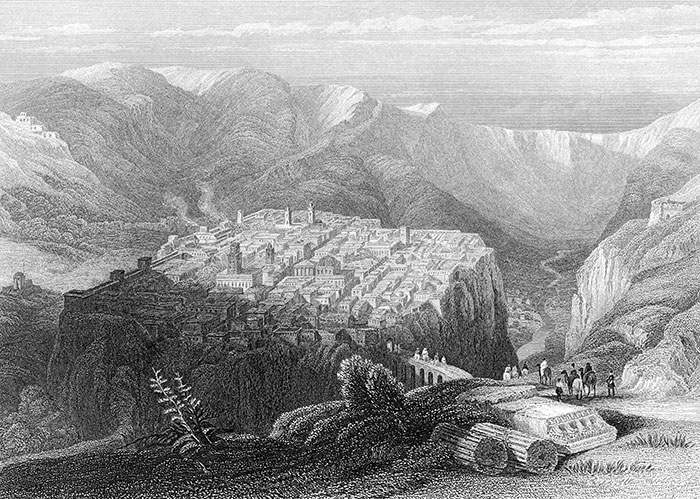
Constantine, Algérie 1840

Viện lý do coi thường Lãnh sự của mình, Pháp xâm chiếm Algiers năm 1830; tuy nhiên, nhiều cuộc kháng chiến do các cá nhân như Abdelkader ibn Muhieddine, Ahmed Bey và Fatma N'Soumer tiến hành khiến công cuộc chinh phục Algérie của Pháp diễn ra chậm chạp, về mặt kỹ thuật chỉ hoàn thành vào cuối những năm 1900 khi Tuareg cuối cùng bị chinh phục.
Tuy nhiên, trong lúc ấy Pháp đã biến Algérie thành một phần lãnh thổ của mình, tình trạng này chỉ chấm dứt với sự sụp đổ của nền Đệ Tứ Cộng hoà. Hàng chục nghìn người định cư từ Pháp, Ý, Tây Ban Nha và Malta đã tới sống tại các trang trại trên đồng bằng ven biển Algérie và chiếm đa số những vùng ưu thế tại các thành phố ở Algérie, lợi dụng việc sung công các đất do các cộng đồng sở hữu của Pháp, và ứng dụng các công nghệ nông nghiệp mới để tăng diện tích đất canh tác. Hậu duệ của những người châu Âu tại Algérie (được gọi là "chân đen" - Pieds-Noirs), cũng như những người gốc Algérie theo Do Thái (thường có nguồn gốc Sephardic), trở thành các công dân Pháp thực sự bắt đầu từ cuối thế kỷ XIX; trái lại, đa phần dân Hồi giáo Algérie (thậm chí cả những cựu chiến binh trong quân đội Pháp) không được nhận Pháp tịch cũng như quyền bầu cử. Kết cấu xã hội Algérie đã bị đẩy tới mức căng thẳng tột cùng trong giai đoạn này: tỷ lệ biết chữ giảm sút, trong khi việc quốc hữu hóa đất đai đã khiến nhiều người dân trở thành vô gia cư. Tuy nhiên, dân số vẫn tăng đều đặn.
Năm 1954, Mặt trận Giải phóng Quốc gia (có lúc gọi là Mặt trận giải phóng Dân tộc Algérie (FLN) bắt đầu một cuộc chiến tranh giành độc lập cho Algérie. Từ năm 1954 đến năm 1962, FLN tiến hành chiến tranh chống Pháp để giành độc lập, mặc dù FLN thua trận nhưng Tướng De Gaulle lúc đó là tổng thống Pháp đã trao trả độc lập cho Algeria vì ông không muốn Algeria vẫn thuộc Pháp.. Đa phần trong số 1.025.000 người "chân đen", cũng như 91.000 người "harki" (người Hồi giáo Algérie ủng hộ Pháp trong quân đội Pháp), chiếm khoảng 10% dân số Algérie năm 1962, đã di cư sang Pháp trong vài tháng giữa năm đó.

### Độc lập (1962–1991)
Tổng thống đầu tiên của Algérie, người lãnh đạo Mặt trận Giải phóng Quốc gia Ahmed Ben Bella, bị cựu đồng minh cũ và là bộ trưởng quốc phòng Houari Boumédiènne lật đổ năm 1965. Dưới thời Ben Bella chính phủ đi theo khuynh hướng xã hội chủ nghĩa và chiều hướng này tiếp tục kéo dài tới thời chính phủ Boumedienne; tuy vậy, Boumedienne tiếp tục dựa nhiều vào quân đội, giảm bớt vai trò của Đảng cầm quyền duy nhất chỉ còn mang tính tượng trưng. Nông nghiệp được hợp tác hoá, và một phong trào công nghiệp hóa rộng rãi được triển khai. Các cơ sở khai thác dầu khí được tư nhân hóa giúp tăng tài sản quốc gia, đặc biệt sau cuộc khủng hoảng dầu mỏ năm 1973, nhưng nền kinh tế Algérie dần trở nên phụ thuộc vào dầu mỏ, khiến nó gặp khó khăn khi giá dầu thế giới giảm mạnh trong thập kỷ 1980. Trong chính sách đối ngoại Algérie là một thành viên và lãnh đạo của phong trào các quốc gia "không liên kết". Sự tranh giành Tây Sahara với Maroc hầu như đã đưa hai nước tới bờ vực chiến tranh. Bất đồng chính trị ít được nhân nhượng và sự kiểm soát của nhà nước đối với phương tiện truyền thông cũng như việc đặt các Đảng chính trị không phải Phong trào Giải phóng Quốc gia ra ngoài vòng pháp luật được thể chế hóa theo hiến pháp hà khắc năm 1976. Boumédienne chết năm 1978, nhưng thời cầm quyền của người kế vị, Chadli Bendjedid, cũng không mang lại nhiều cải cách hơn. Nhà nước mang nặng tính quan liêu và tham nhũng tràn lan.
Hiện đại hóa đã mang lại những thay đổi lớn trong nhân khẩu Algérie. Các truyền thống làng xã trải qua những thay đổi lớn cùng với sự tăng lên của quá trình đô thị hoá, các ngành công nghiệp mới xuất hiện, nông nghiệp bị thu hẹp ai trò, và giáo dục, vốn không phát triển ở thời thuộc địa, đã được mở rộng ra khắp đất nước, nâng tỷ lệ biết chữ từ chưa tới 10% thành hơn 60%. Những cải thiện trong lĩnh vực chăm sóc sức khỏe gây ra sự tăng trưởng rất cao ở tỷ lệ sinh (7-8 trẻ trên mỗi phụ nữ) gây ra hai hậu quả: một dân số rất trẻ và sự khủng hoảng chỗ ở. Thế hệ mới đấu tranh để liên hệ với nỗi ám ảnh văn hóa những năm chiến tranh và hai phong trào phản kháng bắt đầu phát triển: những người cánh tả, gồm các phong trào của người Berber, và những người bảo vệ Hồi giáo. Cả hai đều chống lại sự cầm quyền độc Đảng nhưng cũng xung đột với nhau cả trong các trường đại học và trên đường phố trong thập kỷ 1980. Những cuộc tuần hành đông đảo của hai phe trong mùa thu năm 1988 buộc Benjedid phải chấm dứt chế độ cầm quyền một Đảng và cuộc bầu cử tự do được tuyên bố diễn ra năm 1991.

### Nội chiến (1991–2002)
Tháng 12 năm 1991, Mặt trận Bảo vệ Hồi giáo thắng lợi tại vòng một cuộc bầu cử đa Đảng đầu tiên của nước này. Quân đội sau đó đã hủy bỏ vòng hai, buộc tổng thống khi ấy là Bendjedid từ chức và cấm Mặt trận Bảo vệ Hồi giáo. Những cuộc xung đột tiếp sau nhận chìm Algérie vào vòng bạo lực với cuộc Nội chiến Algérie. Hơn 100.000 người đã thiệt mạng, thường là trong những cuộc thảm sát dân thường vô có. Câu hỏi về người chịu trách nhiệm cho những cuộc thảm sát đó vẫn gây tranh cãi trong những nhà quan sát trong quốc hội; nhiều vụ bị gán cho các Nhóm vũ trang Hồi giáo. Sau năm 1998, cuộc chiến tranh gần tàn lụi và tới năm 2002 các nhóm du kích chính hoặc đã bị tiêu diệt hoặc đầu hàng đưa lại cơ hội cho một chương trình ân xá quốc gia, dù những cuộc xung đột lẻ tẻ vẫn diễn ra ở một số vùng. Các cuộc bầu cử được tiến hành lại năm 1995, và vào ngày 27 tháng 4 năm 1999, sau thời kỳ cầm quyền ngắn của một loạt tướng lĩnh quân đội, Abdelaziz Bouteflika được bầu làm tổng thống. Vấn đề bản sắc và ngôn ngữ Berber ngày càng trở nên nghiêm trọng, đặc biệt sau cuộc phản kháng Kabyle đông đảo năm 2001 và cuộc tẩy chay hầu như hoàn toàn cuộc tuyển cử tại Kabylie; chính phủ nhượng bộ và coi Tamazight (tiếng Berber) là ngôn ngữ quốc gia sử dụng trong các trường học.

### Đương đại
Trước bối cảnh Mùa xuân Ả Rập, chính phủ Algérie tuyên bố bãi bỏ tình trạng khẩn cấp 19 năm của Algérie vào ngày 24 tháng 2 năm 2011 và ban hành cải cách về chính đảng, bầu cử và quyền đại diện của phụ nữ trong chính trị. Tháng 4 năm 2011, Bouteflika cam kết tiếp tục cải cách hiến pháp, chế độ chính trị.
Ngày 2 tháng 4 năm 2019, Bouteflika từ chức tổng thống dưới sức ép biểu tình trên cả nước phản đối việc ông tranh cử nhiệm kỳ thứ năm. Trong cuộc bầu cử tổng thống năm 2019, Abdelmadjid Tebboune trúng cử tổng thống tại vòng đầu mặc dù đối mặt với tỷ lệ bỏ phiếu trắng cao nhất trong lịch sử bầu cử tổng thống từ năm 1989. Trong cuộc bầu cử tổng thống năm 2024, Tebboune tái cử nhiệm kỳ thứ hai với số phiếu bầu cao kỷ lục 84,3%, mặc dù đối thủ của ông bác bỏ kết quả là gian lận bầu cử.

## Địa lý

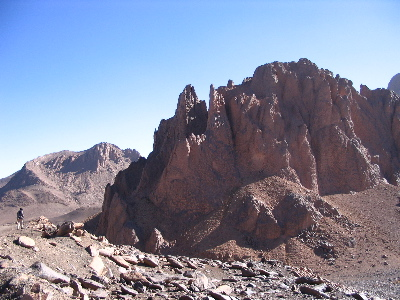
Dãy núi Hoggar

Algérie nằm ở Bắc Phi, Bắc giáp Địa Trung Hải, Nam giáp Niger, Mali, Mauritanie, Đông giáp Tunisia và Libya, Tây giáp Maroc. Lãnh thổ được chia thành ba vùng địa lý tự nhiên nối tiếp nhau từ Bắc đến Nam:
- Những đồng bằng nhỏ hẹp ven biển không liên tục, xen kẽ với vùng đồi núi Atlas Tell, thích hợp cho việc phát triển lúa mì và các loại cây cận nhiệt đới.
- Phía nam dãy Atlas Tell là những cao nguyên rộng lớn rải rác những hồ mặn, một khu vực thuận lợi cho việc chăn nuôi cừu, trồng ô liu.
- Vùng phía nam là bộ phận của sa mạc Sahara chiếm 80% diện tích đất nước, nơi có tiềm năng khổng lồ về dầu mỏ, khí đốt và nhiều khoáng sản giá trị khác.

Đa phần vùng bờ biển có nhiều đồi, thỉnh thoảng thậm chí là các dãy núi, và có ít bến cảng tốt. Vùng ngay phía nam bờ biển, được gọi là Tell, khá màu mỡ. Xa hơn nữa về phía nam là dãy núi Atlas và sa mạc Sahara. Algiers, Oran và Constantine là các thành phố lớn.

### Khí hậu

Bản đồ phân loại khí hậu Köppen của Algérie

Khí hậu Algérie khô cằn và nóng, dù khí hậu vùng bờ biển khá dễ chịu, mùa đông tại các vùng núi có thể rất khắc nghiệt. Algérie có nhiều gió nóng ẩm, một loại gió nóng mang theo bụi và cát đặc biệt thường xảy ra vào mùa hè.

## Chính trị

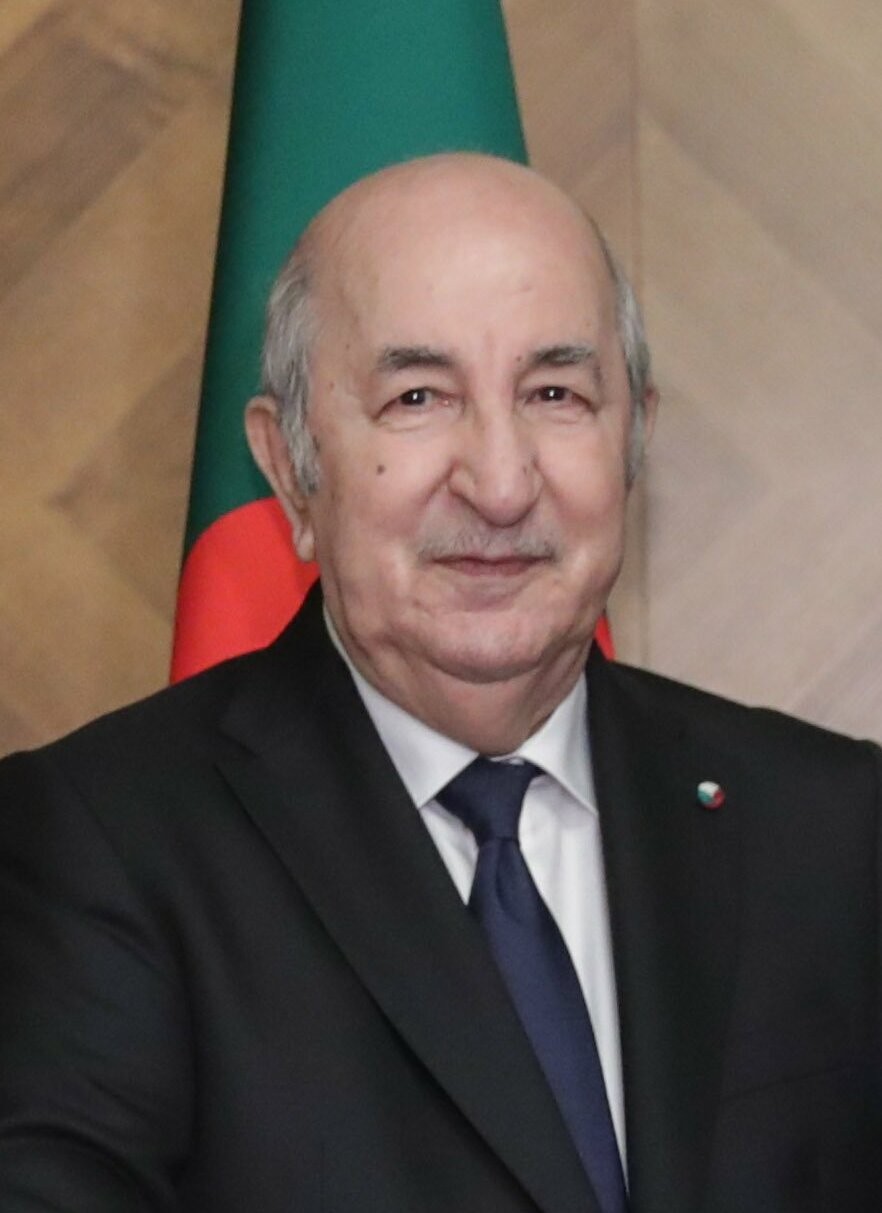
Abdelmadjid Tebboune, Tổng thống Algeria từ năm 2019

Algeria được mô tả là một nhà nước chuyên chế. Các thể chế dân cử không thực sự điều hành đất nước mà toàn bộ quyền lực trên thực tế thuộc về một tập đoàn chính trị gia, quân nhân gọi là "le pouvoir" ("quyền lực"), thậm chí là quyền lựa chọn tổng thống.
Tổng thống là nguyên thủ quốc gia, được bầu trực tiếp với nhiệm kỳ năm năm và không được giữ chức vụ quá hai nhiệm kỳ. Công dân Algeria đủ 18 tuổi trở lên có quyền bầu cử. Tổng thống là tổng tư lệnh Lực lượng Vũ trang Nhân dân Quốc gia Algérie, chủ tịch Hội đồng Bộ trưởng và Hội đồng an ninh cấp cao. Thủ tướng là người đứng đầu chính phủ do tổng thống bổ nhiệm.
Nghị viện là cơ quan lập pháp lưỡng viện, gồm Quốc hội Nhân dân là hạ viện và Hội đồng Dân tộc là thượng viện. Quốc hội Nhân dân gồm 462 đại biểu dân cử với nhiệm kỳ năm năm. Hội đồng Dân tộc gồm 144 thành viên với nhiệm kỳ sáu năm, trong đó 96 thành viên do các hội đồng địa phương bầu ra và 48 thành viên do tổng thống bổ nhiệm. Hiến pháp cấm thành lập chính đảng trên cơ sở tôn giáo, ngôn ngữ, chủng tộc, giới tính, nghề nghiệp hoặc khu vực hoặc vận động tranh cử trên cơ sở những lĩnh vực trên.

### Đảng phái chính trị
Mặt trận giải phóng dân tộc (FLN-Đảng cầm quyền), Tập hợp quốc gia dân chủ (RND), Phong trào xã hội vì hòa bình (MSP), Tập hợp vì văn hóa và dân chủ (RCD), Phong trào cải cách quốc gia (MRN), Mặt trận các lực lượng xã hội (FFS), Đảng lao động (PT), Mặt trận quốc gia Algérie (FNA).
Trong suốt thập niên 1960, Algérie đã ủng hộ nhiều phong trào độc lập vùng Hạ Sahara tại châu Phi, nước này là một lãnh đạo Phong trào không liên kết. Trong khi cùng có nhiều di sản lịch sử và văn hóa chung với Maroc, hai nước lại có quan hệ thù địch với nhau kể từ khi Algérie giành lại độc lập. Điều này xuất phát từ hai nguyên nhân: những vùng đất tranh chấp tại tây Algéria của Maroc (dẫn tới Chiến tranh Sand năm 1963), và việc Algérie ủng hộ Polisario, một nhóm vũ trang của người tị nạn Sahrawi đang tìm cách đòi độc lập cho vùng Tây Sahara thuộc quyền quản lý của Maroc, bên trong biên giới nước này tại thành phố Tindouf. Căng thẳng giữa Algérie và Maroc, cũng như các vấn đề liên quan tới cuộc Nội chiến Algérie, đã đặt ra nhiều vật cản trên con đường củng cố Liên đoàn Maghreb Ả Rập, trên danh nghĩa được thành lập năm 1989 nhưng ít có vai trò thực tiễn, với các nước láng giềng dọc bờ biển.

### Đối ngoại
Algérie là thành viên của Liên Hợp Quốc (UN), Liên minh châu Phi (AU), Phong trào không liên kết (NAM), Liên đoàn Ả Rập (ACL), Tổ chức các nước xuất khẩu dầu mỏ (OPEC), Tổ chức các nước Ả Rập xuất khẩu dầu mỏ (OAPEC), Khối Maghreb (UMA)...vv.

### Phân cấp hành chính
Về mặt hành chính, Algérie được chia thành 58 tỉnh, các tỉnh được chia thành 553 huyện, các huyện được chia thành 1.541 xã. Mỗi tỉnh, huyện, xã được đặt tên theo thủ phủ của đơn vị hành chính đó, thường là thành phố lớn nhất.
| #  | Tỉnh           | Diện tích (km2) | Dân số    | Bản đồ | #                  | Tỉnh    | Diện tích (km2) | Dân số  |
| -- | -------------- | --------------- | --------- | ------ | ------------------ | ------- | --------------- | ------- |
| 1  | Adrar          | 402,197         | 439,700   |        | 30                 | Ouargla | 211,980         | 552,539 |
| 2  | Chlef          | 4,975           | 1,013,718 | 31     | Oran               | 2,114   | 1,584,607       |         |
| 3  | Laghouat       | 25,057          | 477,328   | 32     | El Bayadh          | 78,870  | 262,187         |         |
| 4  | Oum El Bouaghi | 6,768           | 644,364   | 33     | Illizi             | 285,000 | 54,490          |         |
| 5  | Batna          | 12,192          | 1,128,030 | 34     | Bordj Bou Arréridj | 4,115   | 634,396         |         |
| 6  | Béjaïa         | 3,268           | 915,835   | 35     | Boumerdes          | 1,591   | 795,019         |         |
| 7  | Biskra         | 20,986          | 730,262   | 36     | El Taref           | 3,339   | 411,783         |         |
| 8  | Béchar         | 161,400         | 274,866   | 37     | Tindouf            | 58,193  | 159,000         |         |
| 9  | Blida          | 1,696           | 1,009,892 | 38     | Tissemsilt         | 3,152   | 296,366         |         |
| 10 | Bouïra         | 4,439           | 694,750   | 39     | El Oued            | 54,573  | 673,934         |         |
| 11 | Tamanrasset    | 556,200         | 198,691   | 40     | Khenchela          | 9,811   | 384,268         |         |
| 12 | Tébessa        | 14,227          | 657,227   | 41     | Souk Ahras         | 4,541   | 440,299         |         |
| 13 | Tlemcen        | 9,061           | 945,525   | 42     | Tipaza             | 2,166   | 617,661         |         |
| 14 | Tiaret         | 20,673          | 842,060   | 43     | Mila               | 9,375   | 768,419         |         |
| 15 | Tizi Ouzou     | 3,568           | 1,119,646 | 44     | Ain Defla          | 4,897   | 771,890         |         |
| 16 | Algiers        | 273             | 2,947,461 | 45     | Naâma              | 29,950  | 209,470         |         |
| 17 | Djelfa         | 66,415          | 1,223,223 | 46     | Ain Timouchent     | 2,376   | 384,565         |         |
| 18 | Jijel          | 2,577           | 634,412   | 47     | Ghardaia           | 86,105  | 375,988         |         |
| 19 | Sétif          | 6,504           | 1,496,150 | 48     | Relizane           | 4,870   | 733,060         |         |
| 20 | Saïda          | 6,764           | 328,685   | 49     | Timimoun           | 8,835   | 162,267         |         |
| 21 | Skikda         | 4,026           | 904,195   | 50     | Bordj Baji Mokhtar | 62,215  | 57,276          |         |
| 22 | Sidi Bel Abbès | 9,150           | 603,369   | 51     | Ouled Djellal      | 11,410  | 174,219         |         |
| 23 | Annaba         | 1,439           | 640,050   | 52     | Béni Abbès         | 120,026 | 16,437          |         |
| 24 | Guelma         | 4,101           | 482,261   | 53     | In Salah           | 101,350 | 50,163          |         |
| 25 | Constantine    | 2,187           | 943,112   | 54     | In Guezzam         | 65,203  | 122,019         |         |
| 26 | Médéa          | 8,866           | 830,943   | 55     | Touggourt          | 17,428  | 247,221         |         |
| 27 | Mostaganem     | 2,269           | 746,947   | 56     | Djanet             | 86,185  | 17,618          |         |
| 28 | M'Sila         | 18,718          | 991,846   | 57     | El M'Ghair         | 131,220 | 50,392          |         |
| 29 | Mascara        | 5,941           | 780,959   | 58     | El Menia           | 88,126  | 11,202          |         |

## Kinh tế

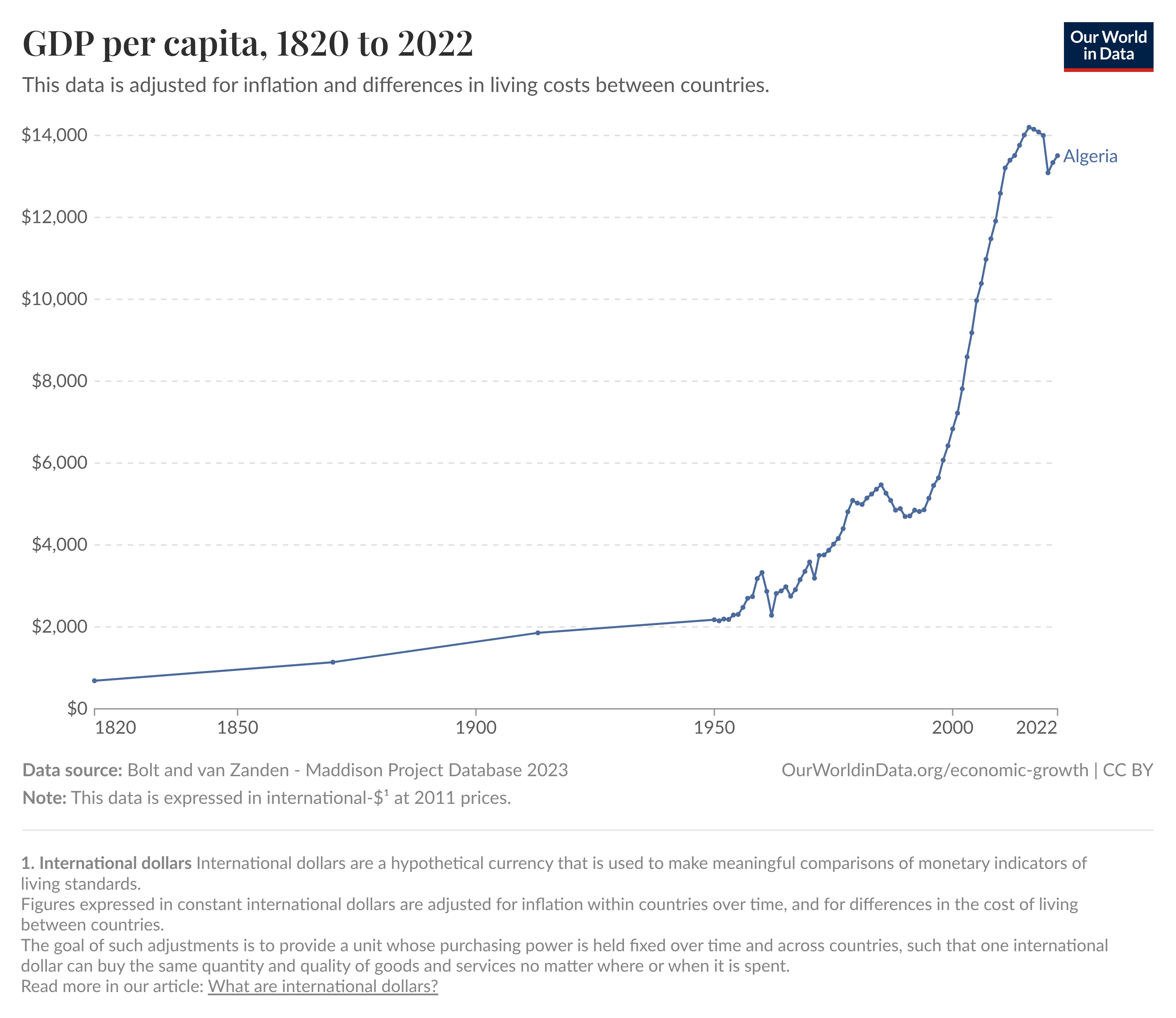
GDP bình quân đầu người của Algérie từ năm 1820 đến năm 2018

Kinh tế Algérie gặp nhiều khó khăn, dân số tăng cao làm cho tình hình trở nên trầm trọng hơn. Cơ cấu nông nghiệp bị xáo trộn do chính sách tập thể hóa (1971) và tư nhân hóa (1990). Sản lượng lương thực không đáp ứng đủ nhu cầu tiêu thụ trong nước, phải nhập khẩu thực phẩm. Việc lựa chọn phát triển các ngành công nghiệp nặng đã để lộ ra những nhược điểm tai hại: các sản phẩm của ngành công nghiệp luyện kim và công nghiệp hóa học không phù hợp với nhu cầu nội địa và xuất khẩu gặp nhiều khó khăn. Lợi nhuận thu được từ xuất khẩu dầu mỏ và khí đốt đã làm giảm bớt những tác động của khủng hoảng.
Lĩnh vực năng lượng hóa thạch là xương sống của nền kinh tế, chiếm khoảng 60% thu ngân sách, 30% GDP, và hơn 95% thu nhập xuất khẩu. Nước này xếp hạng 14 về trữ lượng dầu khí, với 11.8 tỷ thùng trữ lượng đã được chứng minh và ước tính số thực có thể vượt mức trên. Cơ quan Thông tin Năng lượng đã thông báo rằng năm 2005, Algérie có 160 tỷ feet khối (Tcf) trữ lượng khí tự nhiên đã được khảo sát, đứng hàng thứ 8 thế giới.
Các chỉ số tài chính và kinh tế Algérie đã được cải thiện ở giữa thập niên 1990, một phần nhờ chính sách cải cách được Quỹ tiền tệ quốc tế (IMF) hỗ trợ và việc tái cơ cấu nợ của Câu lạc bộ Paris. Tình hình tài chính Algérie trong năm 2000 và 2001 có bước cải thiện nhờ giá dầu tăng và chính sách thuế chặt chẽ của chính phủ, dẫn tới tăng trưởng mạnh thặng dư thương mại, và đạt mức cao kỷ lục về dự trữ ngoại tệ, giảm mạnh nợ nước ngoài. Những nỗ lực tiếp theo của chính phủ nhằm đa dạng hóa nền kinh tế bằng cách thu hút đầu tư trong nước và nước ngoài ra các lĩnh vực khác ngoài dầu khí mang lại ít thành công về mặt giảm mức độ thất nghiệp cao và cải thiện tiêu chuẩn sống. Năm 2001, chính phủ đã ký kết một thỏa ước liên hiệp với Liên minh châu Âu cho phép hạ thấp các mức thuế và tăng cường thương mại giữa hai bên. Tháng 3 năm 2006, Nga đã đồng ý xoá 4.74 tỷ dollar nợ của Algérie với Liên bang Xô viết cũ sau chuyến thăm viếng của Tổng thống Vladimir Putin tới nước này, lần đầu tiên của một nhà lãnh đạo Nga sau nửa thế kỷ. Đổi lại, tổng thống Abdelaziz Bouteflika đồng ý mua số máy bay chiến đấu, các hệ thống phòng không và các loại vũ khí khác của Nga trị giá 7.5 tỷ dollar, theo công ty xuất khẩu vũ khí nhà nước Nga Rosoboronexport.
Năm 2006 Algérie cũng đá quyết định trả hết toàn bộ số nợ 8 tỷ dollar cho Câu lạc bộ Paris trước thời hạn. Điều này giúp giảm số nợ của Algérie xuống còn chưa tới 5 tỷ dollar vào cuối năm 2006. Câu lạc bộ Paris cho rằng động thái này phản ánh sự hồi phục kinh tế Algérie trong những năm gần đây. Nhờ nguồn tài nguyên dầu mỏ và khí gas phong phú, họ được lợi nhờ tăng giá năng lương.

## Nhân khẩu

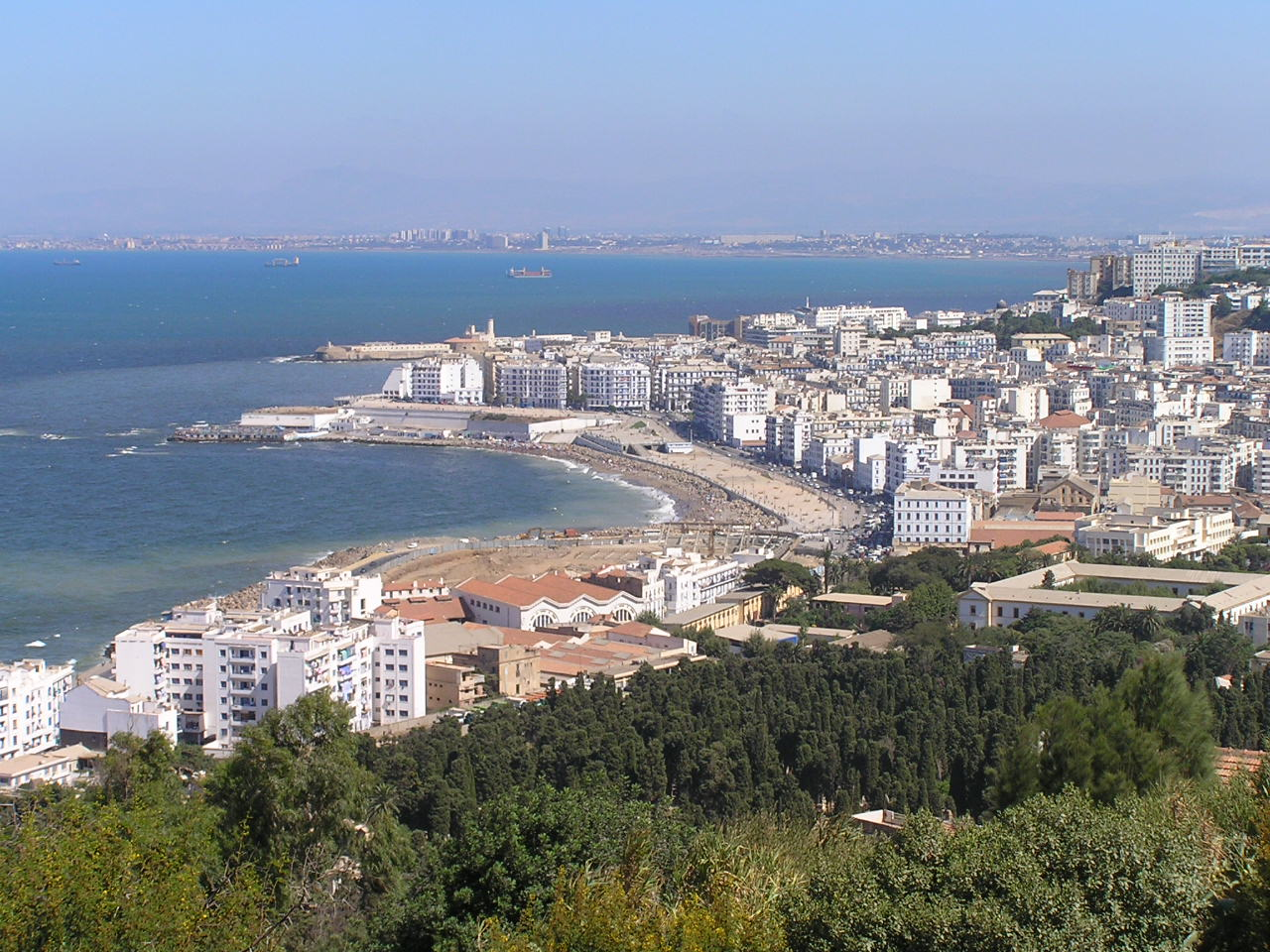
Bờ biển Algiers

### Dân số
Năm 2024, dân số của Algérie ước tính là 47,4 triệu người. 75% đến 85% dân số là người Ả Rập. Đầu thế kỷ 20, dân số của Algérie ước tính là 4 triệu người. Khoảng 90% dân số tập trung tại khu vực ven biển phía bắc, trong khi cư dân tại Sa mạc Sahara chủ yếu tập trung tại các ốc đảo. 1,5 triệu người duy trì lối sống du mục hoặc bán du mục. 28,1% dân số dưới 15 tuổi.
Trong thời thuộc địa, có một cộng đồng châu Âu lớn (chủ yếu là người Pháp) "chân đen" tại Algérie, tập trung ở ven biển và tạo thành một cộng đồng đa số trong nhiều thành phố. Hầu như toàn bộ số người này đã rời đi ngay sau khi nước này giành lại độc lập từ Pháp.
Đa phần người dân Algérie là người Ả Rập theo ngôn ngữ và đặc tính, và có tổ tiên hòa trộn giữa Berber-Ả Rập. Người Berbers đã sống ở Algérie trước khi các bộ lạc Ả Rập tới đây trong thời đạo Hồi bành trướng ảnh hưởng ở thế kỷ thứ VII. Vấn đề chủng tộc và ngôn ngữ đã trở thành khá nhạy cảm sau nhiều năm hạn chế văn hóa Berber (hay Imazighen, như một số người muốn dùng) của chính phủ. Ngày nay, vấn đề Ả Rập-Berber thường là về việc tự đồng hóa hay đồng hóa thông qua ngôn ngữ và văn hoá, chứ không phải là vấn đề phân biệt nguồn gốc hay chủng tộc. Khoảng chừng 20% dân số tự cho mình là người Berber, và chủ yếu sử dụng các ngôn ngữ Berber (cũng được gọi bằng thuật ngữ Tamazight), và được chia thành nhiều nhóm chủng tộc, đáng chú ý gồm Kabyle (lớn nhất) ở vùng núi phía bắc miền trung, Chaoui ở phía đông núi Atlas, Mozabite sống tại thung lũng M'zab, và Tuareg ở cực nam.

### Ngôn ngữ
Ngôn ngữ lớn nhất đồng thời là ngôn ngữ chính thức của Algérie, tiếng Ả Rập, là tiếng mẹ đẻ ở hình thức thổ ngữ ("Darja") của 80% dân số, và giống như toàn bộ thế giới Ả Rập, được sử dụng như biến thể của tiếng Ả Rập tiêu chuẩn hiện đại trên các phương tiện truyền thông đại chúng và các dịp nghi lễ chính thức. Khoảng 20% dân số, tự coi mình là người Berber hay Imazighen, có tiếng mẹ đẻ không phải Ả Rập mà là một kiểu thổ ngữ Tamazight. Tuy nhiên, nhiều người Algérie sử dụng thành thạo cả hai ngôn ngữ trên. Tiếng Ả Rập là ngôn ngữ chính thức duy nhất của Algérie, dù tiếng Tamazight gần đây cũng được công nhận là ngôn ngữ quốc gia cùng với nó. Nghiên cứu phong tục học cho thấy có 18 ngôn ngữ tại Algérie, chia thành hai nhóm chính là tiếng Ả Rập và Tamazight, ngoài ra còn có tiếng Korandje.
Về mặt chính trị, vấn đề ngôn ngữ khá nhạy cảm, đặc biệt đối với cộng đồng thiểu số Berber, vốn đã trở nên yếu thế sau khi quốc gia chấp nhận Ả Rập hoá. Chính sách ngôn ngữ và sự Ả Rập hóa một phần là sự phản ứng trước sự thực rằng 130 năm thuộc địa hoá của Pháp đã để lại cho đất nước cả nền hành chính và giáo dục bậc cao đều hoàn toàn bằng tiếng Pháp, cũng như sự thúc đẩy của chủ nghĩa quốc gia Ả Rập do nhiều chính phủ liên tiếp tại Algérie tiến hành.
Tiếng Pháp vẫn là ngôn ngữ được học nhiều nhất trong số các ngoại ngữ, và được sử dụng rộng rãi (vượt xa ngoại ngữ thứ hai là tiếng Anh), nhưng hiếm khi được coi là tiếng mẹ đẻ. Từ khi giành độc lập, chính phủ đã theo đuổi một chính sách Ả Rập hóa ngôn ngữ giáo dục và hành chính, đã mang lại một số thành công, dù nhiều giáo trình đại học vẫn được giảng dạy bằng tiếng Pháp.

### Tôn giáo
Tôn giáo tại Algérie (2020)
Tôn giáo khác chiếm <0.1%
Hồi giáo là tôn giáo chính của Algérie, chủ yếu là Hồi giáo Sunni. Ước tính từ 97,9% đến 99% dân số Algérie theo Hồi giáo vào năm 2021.
Ước tính có khoảng 10.000 tín hữu Kitô giáo tại Algérie vào năm 2008. Sau cuộc cách mạng dẫn đến sự độc lập của Algérie, có tất cả 6500 trong tổng số 140.000 người Do Thái của nước này rời khỏi đất nước, trong đó khoảng 90% chuyển sang Pháp và 10% chuyển đến Israel.

### Giáo dục
Giáo dục ở Algérie là bắt buộc và miễn phí 9 năm (bắt đầu từ năm 6 tuổi). Học sinh được giảng dạy chủ yếu bằng tiếng Ả Rập (trước đây là tiếng Pháp). Algérie có một số trường đại học ở các thành phố lớn Alger, Oran và Qacentina (Constantine).

## Văn hoá

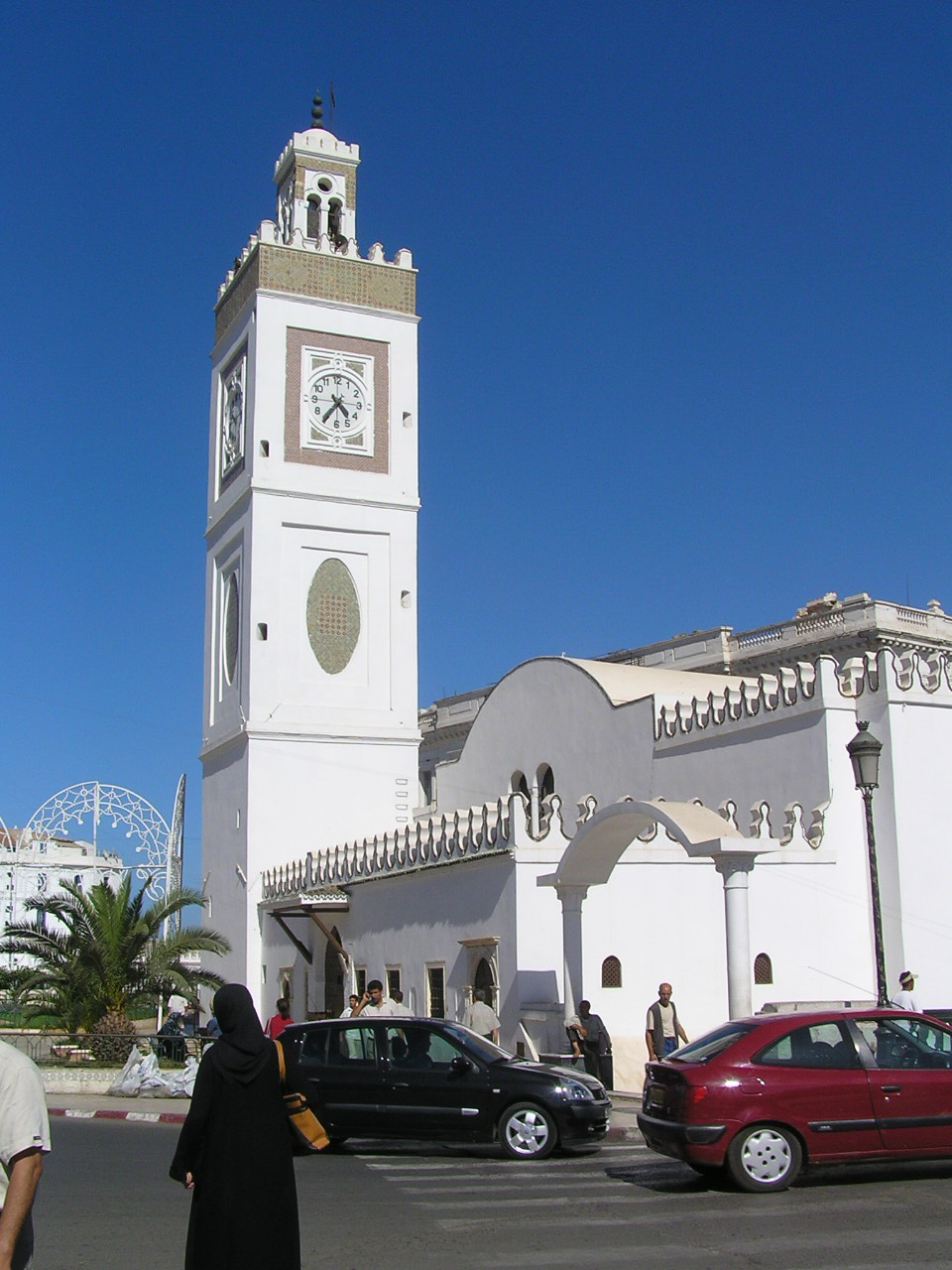
Thánh đường Hồi giáo tại Algiers

Văn học hiện đại Algérie, bị phân chia giữa Ả Rập và Pháp, bị ảnh hưởng mạnh mẽ bởi lịch sử gần đây của đất nước. Các nhà văn nổi tiếng thế kỷ XX gồm Mohammed Dib, Albert Camus và Kateb Yacine, còn Assia Djebar là nhà văn có số lượng tác phẩm được dịch khá lớn. Những nhà văn nổi bật thập niên 1980 gồm Rachid Mimouni, sau này là phó chủ tịch tổ chức Ân xá Quốc tế, và Tahar Djaout, bị một nhóm Hồi giáo giết hại năm 1993 vì các quan điểm thế tục của ông. Ngay từ thời La Mã, Apuleius, sinh tại Mdaourouch, đã có tư tưởng về một quốc gia Algérie.

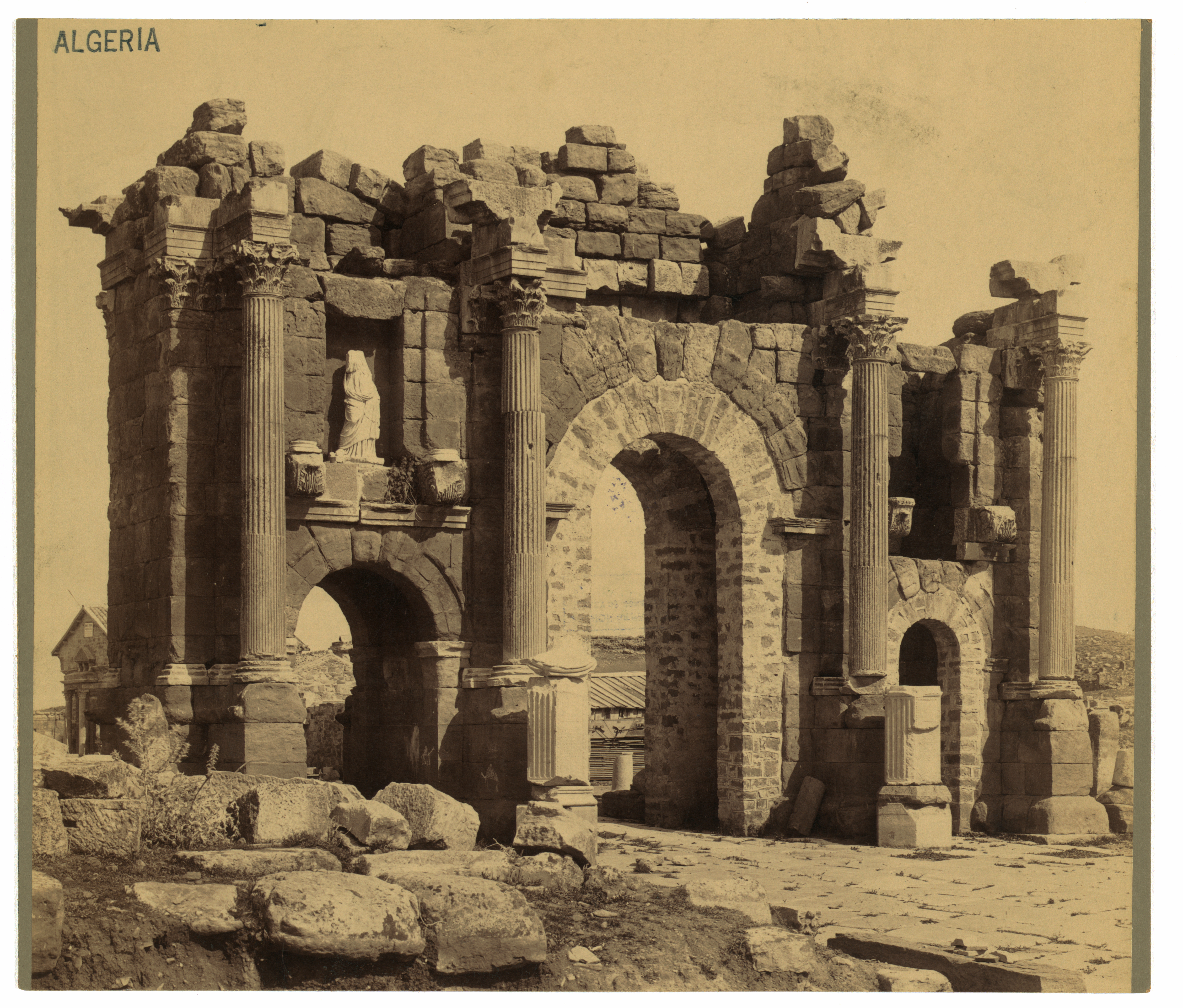
Vòm La Mã của Trajan tại Thamugadi (Timgad), Algérie

Trong triết học và nhân loại học, Malek Bennabi và Frantz Fanon được chú ý về các tư tưởng của họ với quá trình giải thực, trong khi Augustine thành Hippo sinh tại Tagaste (khoảng 60 dặm từ thành phố Annaba hiện nay), và Ibn Khaldun, dù sinh tại Tunis, đã viết ra Muqaddima khi đang sống ở Algérie.
Văn hoá Algérie đã bị ảnh hưởng mạnh mẽ bởi Hồi giáo, tôn giáo chính của quốc gia này. Các tác phẩm của gia đình Sanusi thời tiền thuộc địa và của Emir Abdelkader và Sheikh Ben Badis thời thuộc địa, rất đáng chú ý.
Thể loại âm nhạc Algérie nổi tiếng nhất trên thế giới là raï, một loại nhạc có khuynh hướng pop, dựa trên âm nhạc dân gian, được các ngôi sao quốc tế như Khaled và Cheb Mami thể hiện. Tuy nhiên, tại chính Algérie kiểu âm nhạc cổ điển hơn, biểu diễn rõ từng chữ là chaabi lại phổ biến hơn, với các ngôi sao như El Hadj El Anka hay Dahmane El Harrachi, trong khi thể loại âm nhạc có các giai điệu du dương Kabyle, được Idir, Ait Menguellet, hay Lounès Matoub biểu diễn, thu hút được rất đông thính giả. Về các thị hiếu âm nhạc cổ điển hơn, âm nhạc cổ điển Andalusia, do những người tị nạn Morisco từ Al-Andalus đưa tới, vẫn được gìn giữ trong nhiều thị trấn cổ ven biển.
Trong lĩnh vực hội họa, Mohammed Khadda và M'Hamed Issiakhem là hai khuôn mặt đáng chú ý trong những năm gần đây.